# Marina Anissina
Marina Anissina, geboren Marina Vjatsjeslavovna Anisina (Russisch: Марина Вячеславовна Анисина) (Moskou, 30 augustus 1975), is een in de Sovjet-Unie geboren Russisch-Frans voormalig kunstschaatsster. Ze nam met haar schaatspartner Gwendal Peizerat deel aan twee edities van de Olympische Winterspelen: Nagano 1998 en Salt Lake City 2002. Ze wonnen olympisch goud en brons bij het ijsdansen. In 2000 werden ze Europees- en wereldkampioen. Ze schaatste eerder met Ilja Averboech.

## Biografie
De in de Sovjet-Unie geboren Anissina had sportieve ouders: haar moeder Irina Tsjernjajeva was een olympisch kunstschaatsster, terwijl haar vader Vjatsjeslav Anisin lid was van het ijshockeyteam van de Sovjet-Unie. Ook haar jongere broer Michail was ijshockeyspeler. Anissina begon op vierjarige leeftijd met kunstschaatsen. Met haar eerste partner Ilja Averboech werd ze in 1990 en 1992 wereldkampioen bij de junioren. Hij werd verliefd op Irina Lobatsjova en ging met Lobatsjova, ook op het ijs, verder.
Het lukte Anissina niet om in Rusland een geschikte schaatspartner te vinden. Ze ging uiteindelijk een samenwerking aan met de Fransman Gwendal Peizerat, verhuisde naar Lyon en werd in 1994 Frans staatsburger. Anissina en Peizerat wonnen in 1998 hun eerste internationale medailles (brons bij de EK en Olympische Spelen, zilver bij de WK). Ze veroverden in 2000 hun eerste Europese- en wereldtitels. Met olympisch goud in Salt Lake City (het zilver ging naar Averboech en Lobatsjova) sloten ze hun sportieve carrière af. Ze woont in Moskou, is gehuwd met de Russische acteur Nikita Dzjigoerda en heeft twee kinderen.

## Belangrijke resultaten
1989-1992 met Ilja Averboech (voor de Sovjet-Unie uitkomend)
1993-2002 met Gwendal Peizerat (voor Frankrijk uitkomend)
| Kampioenschap           | 89/90 | 90/91 | 91/92 |               | 93/94         | 94/95         | 95/96         | 96/97         | 97/98         | 98/99         | 99/00         | 00/01         | 01/02 |
| ----------------------- | ----- | ----- | ----- | ------------- | ------------- | ------------- | ------------- | ------------- | ------------- | ------------- | ------------- | ------------- | ----- |
| Olympische Spelen       |       |       |       |               |               |               |               | Brons         |               |               |               | Goud          |       |
| Wereldkampioenschap     |       |       |       | 10e           | 6e            | 4e            | 5e            | Zilver        | Zilver        | Goud          | Zilver        |               |       |
| Europees kampioenschap  |       |       |       | 12e           | 5e            | 4e            | 4e            | Brons         | Zilver        | Goud          | Zilver        | Goud          |       |
| Grand Prix-finale       |       |       |       |               |               |               | Brons         | Brons         | Zilver        | Goud          |               | Zilver        |       |
| Nationaal kampioenschap |       |       |       | Zilver        | Zilver        | Goud          | Goud          | Goud          | Goud          | Goud          | Goud          |               |       |
| WK junioren             | Goud  | 4e    | Goud  | geen deelname | geen deelname | geen deelname | geen deelname | geen deelname | geen deelname | geen deelname | geen deelname | geen deelname |       |

1976: Ljoedmila Pachomova / Aleksandr Gorsjkov ·
1980: Natalja Linitsjoek / Gennadi Karponossov ·
1984: Jayne Torvill / Christopher Dean ·
1988: Natalja Bestemjanova / Andrej Boekin ·
1992: Marina Klimova / Sergej Ponomarenko ·
1994: Oksana Grisjtsjoek / Jevgeni Platov ·
1998: Oksana Grisjtsjoek / Jevgeni Platov ·
2002: Marina Anissina / Gwendal Peizerat ·
2006: Tatjana Navka / Roman Kostomarov ·
2010: Tessa Virtue / Scott Moir ·
2014: Meryl Davis / Charlie White ·
2018: Tessa Virtue / Scott Moir ·
2022: Gabriella Papadakis / Guillaume Cizeron
- Bibliothèque nationale de France: cb15601909q (data)
- Gemeinsame Normdatei: 136481116
- International Standard Name Identifier: 0000 0001 1464 4702
- Library of Congress Control Number: n2009006926
- Virtual International Authority File: 166598755
- WorldCat: E39PBJdmhRXBfx4YGMTXBjJbh3